# Список населённых пунктов Ленинского городского округа
В списке представлены населённые пункты Ленинского городского округа Московской области и их принадлжежность территориальным отделам территориального управления администрации городского округа. 
Перечень населённых пунктов, их наименование и тип даны в соответствии с учётными данными административно-территориальных и территориальных единиц Московской области и  с Законом Московской области от 19 июля 2019 года № 172/2019-ОЗ «Об организации местного самоуправления на территории Ленинского муниципального района».
27 июня 2019 года 6 сельских населённых пунктов преобразованы в посёлки городского типа (рабочие посёлки): деревни Боброво, Бутово, Дрожжино, Лопатино и посёлки (сельского типа) Измайлово и Новодрожжино.
16 мая 2020 года в Ленинском городском округе на территории упразднённого военного городка образован новый населённый пункт — посёлок Петровское.
19 ноября 2024 года рабочие посёлки Боброво, Бутово, Горки Ленинские, Дрожжино, Измайлово, Лопатино, Новодрожжино и деревня Мисайлово были преобразованы в посёлки городского типа.
11 декабря 2024 года село Молоково было преобразовано в посёлок городского типа.
На данный момент в городской округ входят 56 населённых пунктов, из которых 10 городских (в том числе 1 город и 9 посёлков городского типа) и 46 сельских (в том числе 10 посёлков, 4 села и 32 деревни).
| №  | Населённый пункт            | Тип                     | Население | Территориальный отдел                                       |
| -- | --------------------------- | ----------------------- | --------- | ----------------------------------------------------------- |
| 1  | Андреевское                 | деревня                 | ↗247      | ТО «Молоковское»                                            |
| 2  | Апаринки                    | деревня                 | ↗170      | ТО Видное «Центральный»                                     |
| 3  | Ащерино                     | деревня                 | ↗199      | ТО «Картинский»                                             |
| 4  | Белеутово                   | деревня                 | ↗418      | ТО «Горки Ленинские»                                        |
| 5  | Беседы                      | село                    | ↗182      | ТО «Картинский»                                             |
| 6  | Битца                       | посёлок                 | ↗101      | ТО «Булатниковское»                                         |
| 7  | Ближние Прудищи             | деревня                 | ↗52       | ТО «Картинский»                                             |
| 8  | Боброво                     | посёлок городского типа | ↗16 988   | ТО «Бутовский»                                              |
| 9  | Богданиха                   | деревня                 | ↗104      | ТО «Молоковское»                                            |
| 10 | Большая Володарка           | деревня                 | ↗83       | ТО «Володарское»                                            |
| 11 | Большое Саврасово           | деревня                 | ↗59       | ТО «Володарское»                                            |
| 12 | Булатниково                 | село                    | ↗551      | ТО «Булатниковское»                                         |
| 13 | Бутово                      | посёлок городского типа | ↗13 110   | ТО «Бутовский», ТО «Булатниковское»                         |
| 14 | Видное                      | город                   | ↗106 222  | три ТО Видное: «Центральный», «6 микрорайон», «Расторгуево» |
| 15 | Володарского                | посёлок                 | ↗9306     | ТО «Володарское»                                            |
| 16 | Вырубово                    | деревня                 | ↗144      | ТО «Булатниковское»                                         |
| 17 | Горки                       | деревня                 | ↗3526     | ТО «Горки Ленинские»                                        |
| 18 | Горки Ленинские             | посёлок городского типа | ↗3205     | ТО «Горки Ленинские»                                        |
| 19 | Григорчиково                | деревня                 | ↗54       | ТО «Володарское»                                            |
| 20 | Дальние Прудищи             | деревня                 | ↗141      | ТО «Молоковское»                                            |
| 21 | Дрожжино                    | посёлок городского типа | ↗35 233   | ТО «Бутовский»                                              |
| 22 | Дроздово                    | деревня                 | ↗226      | ТО «Картинский»                                             |
| 23 | Дубровский                  | посёлок                 | ↗464      | ТО «Булатниковское»                                         |
| 24 | Дыдылдино                   | деревня                 | ↗147      | ТО Видное «Центральный»                                     |
| 25 | Ермолино                    | село                    | ↗79       | ТО Видное «6 микрорайон»                                    |
| 26 | Жабкино                     | деревня                 | ↗311      | ТО «Булатниковское»                                         |
| 27 | Измайлово                   | посёлок городского типа | ↗1631     | ТО «Булатниковское»                                         |
| 28 | Калиновка                   | деревня                 | ↗537      | ТО «Горки Ленинские»                                        |
| 29 | Картино                     | деревня                 | ↗183      | ТО «Картинский»                                             |
| 30 | Коробово                    | деревня                 | ↗202      | ТО «Горки Ленинские»                                        |
| 31 | Ленинский                   | посёлок                 | ↗113      | ТО Видное «Центральный»                                     |
| 32 | Леспаркхоз                  | посёлок                 | ↗33       | ТО «Булатниковское»                                         |
| 33 | Лопатино                    | посёлок городского типа | ↗15 366   | ТО Видное «Расторгуево»                                     |
| 34 | Малая Володарка             | деревня                 | ↗46       | ТО «Володарское»                                            |
| 35 | Малое Видное                | деревня                 | ↗83       | ТО «Картинский»                                             |
| 36 | Мамоново                    | деревня                 | ↗122      | ТО «Картинский»                                             |
| 37 | Мещерино                    | посёлок                 | ↗100      | ТО «Горки Ленинские»                                        |
| 38 | Мильково                    | деревня                 | ↗191      | ТО «Картинский»                                             |
| 39 | Мисайлово                   | посёлок городского типа | ↗27 093   | ТО «Молоковское»                                            |
| 40 | Молоково                    | посёлок городского типа | ↗12 361   | ТО «Молоковское»                                            |
| 41 | Новодрожжино                | посёлок городского типа | ↗3270     | ТО «Бутовский»                                              |
| 42 | Орлово                      | деревня                 | ↗127      | ТО «Молоковское»                                            |
| 43 | Остров                      | село                    | ↗463      | ТО «Молоковское»                                            |
| 44 | Петровское                  | посёлок                 |           | ТО «Горки Ленинские»                                        |
| 45 | Петрушино                   | деревня                 | ↗165      | ТО Видное «Расторгуево»                                     |
| 46 | Пуговичино                  | деревня                 | ↗104      | ТО «Горки Ленинские»                                        |
| 47 | Развилка                    | посёлок                 | ↗14 788   | ТО «Картинский»                                             |
| 48 | санатория «Горки Ленинские» | посёлок                 | ↗305      | ТО «Горки Ленинские»                                        |
| 49 | Сапроново                   | деревня                 | ↗16 817   | ТО «6 микрорайон»                                           |
| 50 | Слобода                     | деревня                 | ↗335      | ТО «Картинский»                                             |
| 51 | совхоза имени Ленина        | посёлок                 | ↗7234     | ТО «Картинский»                                             |
| 52 | Спасские Выселки            | деревня                 |           | ТО «Булатниковское»                                         |
| 53 | Спасское                    | деревня                 | ↗92       | ТО Видное «Расторгуево»                                     |
| 54 | Суханово                    | деревня                 | ↗496      | ТО Видное «Расторгуево»                                     |
| 55 | Таболово                    | деревня                 | ↗93       | ТО Видное «Центральный»                                     |
| 56 | Тарычёво                    | деревня                 | ↗324      | ТО Видное «Центральный»                                     |